# 万景峰号
万景峰号（マンギョンボンごう、まんけいほうごう、ばんけいほうごう, 朝: 만경봉호）は、北朝鮮の貨客船。船名は平壌郊外にある山、万景峰から名付けられた。『万景峰号』と、金日成主席の80歳記念に1992年に寄贈された『万景峰92』がある。北朝鮮を支援する在日韓国・朝鮮人らの資金により建造された。

## 万景峰号
1971年5月に就役した貨客船。北朝鮮にある海運大学が船を所有しているとされている（2017年のウラジオストク - 羅先航路開設時）。

### 歴史
万景峰号は在日本朝鮮人総連合会（朝鮮総連）の資金で建造された。1984年まで在日朝鮮人の帰還事業に使われ、以後は貨物船となった。
北朝鮮は外国人観光客誘致のため海上観光の航路に万景峰号を就航させようとしていたが、老朽化のため改修に膨大な資金と期間を要することから難航していると報じられていた。
2017年5月8日よりロシアのウラジオストクと北朝鮮の羅先経済特区を結ぶ定期航路が開設され、この航路に貨客船「万景峰号」が使われることが明らかとなった。しかし、ロシア側の受け入れ態勢が間に合わず、2017年5月17日午後に羅先の羅津港を第1便が出発し、18日早朝にウラジオストク港に到着、1週間ごとに両港を往復する。ロシア側の説明によれば乗客に北朝鮮人はおらず、殆どは中国人であるという。2017年6月7日-8日にかけて日本のフジニュースネットワーク取材クルーが北朝鮮の羅先からロシアのウラジオストクまで乗船、内部を詳細に撮影している。内部は一定の改装がなされているものの、乗客として乗っていたのは取材クルーのほか、日本人2人と、羅先で働くロシア人3人で、観光客などはいなかったという。
2017年10月からは不定期運航となりコメや小麦などの積荷を運搬する貨物船となっていたが、2018年2月にロシア当局からウラジオストク港への入港接岸を拒否され食料と燃料が尽きたため、2月3日には遭難信号を発信した。遭難信号を受けて食料品などが補給されたが、2月9日には国連制裁決議違反のおそれがあるとしてロシア連邦保安局からロシア領海からの退去を求める手続がとられ、2月10日には北朝鮮へ引き返し始めた。

### 要目
- 全長：102 m
- 全幅：14 m
- 総トン数：3,317 t
- 定員：約200名（改修後）[4]
- 載貨量：約1500トン（改修後）[4]
- IMO番号：7111406（IMO Numbers Database）／信号符字：HMZK
- 海上移動業務識別コード（MMSI番号）：445108000（Marine Traffic）

## 万景峰92
万景峰92は金日成主席の80歳の誕生日を記念して、北朝鮮を支持する在日韓国・朝鮮人の寄付で集めた資金で建造されて北朝鮮に寄贈された。1992年に咸鏡北道清津市で進水した。金日成主席の特別室を含む数十部屋のキャビン、レストラン、カラオケ機器のあるバー、売店などが内部にある（船名の92は進水年を表す）。なお、2017年5月からウラジオストク - 羅先航路に就航している船は全面改修を施した初代の万景峰号で万景峰92とは異なる。

### 歴史

#### 新潟 - 元山航路
1992年6月より主として日本の新潟と北朝鮮の元山の間に就航（不定期）していた（片道27時間）。旅客輸送では、在日本朝鮮人総聯合会（朝鮮総聯）が窓口となり、取り扱うのは、在日朝鮮人の祖国訪問（親族訪問等）や親戚への物資の輸送、朝鮮学校の修学旅行等であった（後に入港禁止につき運行停止）。
元山・新潟間とは別に、神戸港からの在日朝鮮人の里帰りや朝鮮高級学校の修学旅行に伴う航行を行ったことがある ほか、親善訪問にも使われた。
後に衆議院議員となる辻元清美らが設立したピースボートは、1996年に万景峰号をチャーターし運航した事がある。この時は、旅客に加えていわゆる「苦難の行軍」と呼ばれる食糧不足を支援する物資も積載しての航行であった。元山・新潟間の国際航路では、一般向けの乗船募集（商業運航）は行っていない。
2005年に平壌の金日成スタジアムで開催される予定であったサッカーワールドカップアジア地区最終予選の北朝鮮対日本戦を観戦する一般日本人向けに、乗船を受け入れる計画があったが、第三国開催・無観客試合となった為、実施されなかった。
2006年7月5日、北朝鮮によるミサイル発射実験が行われ、日本政府は万景峰92号に対し半年間の日本入港禁止措置（特定船舶の入港の禁止に関する特別措置法）を出した（制裁当日に新潟西港に入港予定であり、人道上の配慮から日本在住者のみ上陸を認めた）。また、2006年10月9日の北朝鮮の地下核実験の成功の発表を受けて、10月14日付けで入港禁止対象を北朝鮮の全ての船舶に拡大した。その後幾度に渡る期限延長により、万景峰92号を含め北朝鮮の全船舶は現在も入港禁止となっている。

#### 羅津 - 金剛山航路
2011年8月30日より羅津から金剛山までの外国人向け観光船として運航が行われていた。

#### 不定期就航
2018年2月6日に親善公演を行うため訪韓する三池淵管弦楽団を乗せて韓国・墨湖港（江原道東海市）に入港。歓迎行事はなく、韓国の保守団体が韓国国旗や星条旗を持って集結して金正恩の写真を燃やすなど抗議活動を行って厳戒態勢が敷かれた。到着後に韓国政府に対して燃料提供を求めていたが、2月9日に突然撤回され、2月10日に北朝鮮へ帰港するため出発した。

### 要目
- 全長：126 m
- 全幅：20.5 m
- 総トン数：9,672 t
- 機関：ディーゼルエンジン2基、2軸 15,600馬力
- 最大速力：23ノット
- 定員：350名
- 建造：清津造船所
- IMO番号：8890580（IMO Numbers Database）／信号符字：H.M.Z.L
- 海上移動業務識別コード（MMSI番号）：445101000（Marine Traffic）

船内の様子などは、ドキュメンタリー映画「ディア・ピョンヤン」などで見ることが出来る。

### 問題点
船底塗料
万景峰号の喫水線下の船底塗料は、価格の安い、トリブチルスズ（TBT＝有機スズ）を使用している。トリブチルスズは微量でも人体や環境に大きな影響をもたらす環境ホルモンとして問題視されるため、万景峰号の入港は環境面からも大きな問題があるとされる。現在は国際海事機関（International Maritime Organization）のTBT規制の条約が発効し、TBT船底塗料を用いた船舶の日本入港は禁止されている。